# 로베르토 솔로사발
로베르토 솔로사발 비야누에바(스페인어: Roberto Solozábal Villanueva, 1969년 9월 15일, 마드리드 주 마드리드 ~)는 스페인의 전 축구 선수로, 현역 시절 중앙 수비수로 활동했다.
그는 11시즌에 걸쳐 아틀레티코 마드리드와 베티스 소속으로 273번의 라 리가 경기에 출전했다.

## 클럽

### 아틀레티코 마드리드
마드리드 태생의 솔로사발은 고향 연고의 아틀레티코 마드리드 유소년부를 졸업하고, 1989년부터 1997년까지 소속 구단의 1군으로 활약하였는데, 그가 출전한 첫 경기는 그의 1군 첫 시즌의 9월 2일, 3-1로 이긴 발렌시아와의 원정 경기로, 90분을 모두 뛰었다. 솔로사발은 10번의 경기에 출전한 1년차를 제외하고 나머지 8년 동안 최소 18번의 라 리가 경기에 출전했다.
1995–96 시즌, 솔로사발은 또다른 매트리스 제작단의 유소년부 출신인 후안 마누엘 로페스와 견고한 중앙 수비를 구축하였고, 수도 연고 구단은 40경기 출전한 솔로사발의 도움으로 역사적인 2관왕의 업적을 이룩했다.

### 베티스
솔로사발은 1997년에 아틀레티코를 떠나 같은 1부 리그의 베티스로 이적하였다. 그의 마지막 시즌에 안달루시아 연고 구단은 강등당했고, 폭동의 모의했다는 증언 때문에 선수단에서 퇴출당했는데, 그는 은퇴하고 나서도 몇 년 동안 지속된 급여 체납 문제에 대한 법정 공방까지 갔다.

## 국가대표팀 경력
솔로사발은 바르셀로나에서 열린 1992년 하계 올림픽에서 금메달을 획득한 스페인 선수단의 주역들 중 하나로, 그는 2년 동안 성인 국가대표팀 경기에 12번 출전하기도 했는데, 첫 국가대표팀 경기는 1991년 4월 17일, 루마니아와의 친선경기로 카세레스에서 열린 이 경기는 0-2 패배로 끝났다.

## 수상

### 클럽
아틀레티코 마드리드
- 라 리가: 1995–96
- 코파 델 레이: 1990–91, 1991–92, 1995–96

### 국가대표팀
스페인 U-23
- 하계 올림픽: 1992[6]